# Astrosphaeriella uberina
Astrosphaeriella uberina är en svampart som först beskrevs av Jean François Montagne, och fick sitt nu gällande namn av K.D. Hyde & J. Fröhl. 1998. Astrosphaeriella uberina ingår i släktet Astrosphaeriella och familjen Melanommataceae.   Inga underarter finns listade i Catalogue of Life.